# The Rules of Hell
The Rules of Hell er en samleboks af det britiske heavy metal-band Black Sabbath.
Boksen indeholder fire musikalbum – samtlige tre studiealbum med Ronnie James Dio som vokalist, samt livealbummet Live Evil.

## Albumliste
- 1980 Heaven and Hell
- 1981 Mob Rules
- 1982 Live Evil
- 1992 Dehumanizer

## Medlemmerne
- Tony Iommi – guitar
- Geezer Butler – basguitar
- Ronnie James Dio – vokal
- Vinny Appice – trommer
- Bill Ward – trommer (på Heaven and Hell)
- Geoff Nicholls – keyboard